# Gerundivo
O gerundivo (do latim: gerundivum 'relativo ao que se deve levar a cabo') é uma forma verbal impessoal. É o nome dado ao particípio passivo futuro do verbo latino, e por seu valor adjetival está englobado normalmente dentro dos particípios. Além do latim, são poucas as línguas que o comportam; em geral, significados equivalentes são expressados mediante construções perifrásticas mais analíticas nas demais línguas.

## O gerundivo latino
Este adjetivo geralmente se refere a um sustantivo mencionando-o como merecedor de ser objeto de uma ação, mais especificamente algo que não ocorreu, daí classificá-lo no futuro latino. É o segundo particípio passivo latino depois do tema do perfectum (correspondente ao particípio do português), e o quarto se contarmos também os ativos futuro e presente. É particularmente usado na chamada perifrástica passiva, que vem a ser uma perífrase com um verbo esse como auxiliar mais o gerundivo.
Declina-se como um adjetivo de primeira classe e é formado adicionando "-andus, a, um" à raiz do verbo de primeira conjugação, "-endus, a, um" aos verbos de segunda e terceira conjugações (a forma arcaica da terceira era "-undus, a, um") e "-iendus, a, um" aos verbos da quarta conjugação (gêneros masculino, feminino e neutro respectivamente). 
Por exemplo: carmen cantandum, 'canção para ser cantada' ou 'para se cantar'. Não se deve confundir com o gerúndio.
1. Usa-se como variante das construções de gerúndio; assim cupidus edendi fructa (desejoso de comer frutas) em vez de cupidus edendorum fructorum (que significa o mesmo, porém concordando com gênero e número, tal como um adjetivo qualquer).
2. Como adjetivo com ideia de possibilidade: mirandus 'admirável', laudandus 'louvável', metuendus 'temível', contemnendus 'depreciável', etc.
3. Como predicativo de um complemento direto, com verbos que significam 'dar, entregar' (dare, tradere), 'tomar, pedir' (sumere, suscipere): edendum sumunt panem 'tomam o pão para comê-lo'; Tibi filios meos educandos do 'entrego-te meus filhos para educá-los (que os eduque)'.

## Gerundivos no português
Há um certo número de palavras em português provenientes dos gerundivos latinos que se mantiveram e que se conservaram como cultismos, como por exemplo agenda (do verbo latino agere, 'fazer') com o significado de o que deve ser feito; educando, com o significado de o que deve ser educado; no nome feminino Amanda que vem a ser a que merece ser amada; assim também com o nome Miranda, que significa a que merece ser admirada; admirável.